# 松野博明
松野 博明（まつの ひろあき、1958年11月8日 - ）は、日本の医学者、リウマチ専門医・指導医
、整形外科医。2010年に日本臨床リウマチ学会の理事に就任し、2011年には富山市において日本リウマチ実地医会会長を務める。
　

## 経歴
- 1977年　石川県立金沢泉丘高等学校卒業
- 1984年　近畿大学医学部卒業
- 1984年　千葉大学附属病院、整形外科
- 1991年　富山医科薬科大学・医学博士
- 2000年　同助教授
- 2003年　桐蔭横浜大学・先端医用工学センター教授
- 2005年　松野リウマチ整形外科開院
- 2010年　日本臨床リウマチ学会理事就任
- 2010年　足底部痛用靴下を開発[4]
- 2011年　医療法人・松緑会・松野リウマチ整形外科理事長
- 2013年　東京医科大学客員准教授
- 2015年　日本リウマチ学会理事
- 2019年　聖路加国際病院 Immuno Rheumatology Center 診療教育アドバイザー
- 2021年　第36回日本臨床リウマチ学会会長

## 留学
米国整形外科学会トラベリングフェローとしてカルフォルニア大学、ハーバード大学、レノックス病院整形外科を訪問

文部省短期在外研究員・日本リウマチ財団交換留学生として英国ロンドン大学リウマチ科留学

## 免許・資格
- 日本整形外科学会、整形外科専門医
- 日本リウマチ学会、リウマチ指導医、リウマチ専門医
- 日本リハビリテーション学会、臨床リハビリ認定医、リハビリテーション科専門医、指導責任者
- 日本整形外科学会、スポーツ認定医、リウマチ認定医、脊椎脊髄病医
- 日本リウマチ財団、リウマチ登録医
- 厚生労働省、義肢装具適合判定医
- 日本体育協会、スポーツ認定医

## 学会活動
- 日本リウマチ学会評議員
- 日本炎症再生医学学会評議員
- 日本リウマチ関節外科学会評議員
- 日本人工関節学会評議員
- 日本リウマチ学会生涯教育教育委員
- 日本整形外科学会リウマチ委員（2001年）
- 日本リウマチ財団・情報処理委員（2005年）
- 日本リウマチ財団・保険委員（2006年）
- 日本臨床リウマチ学会理事（2010年）
- 日本リウマチ実地医会会長（2011年）
- 日本リウマチ学会社会保険委員（2011年）

## 表彰
- 日本整形災害外科学会賞
- 日本リウマチ学会学会賞
- 日米整形外科学会交流トラベリングフェロー
- 文部省委託在外研究員
- 日本リウマチ財団交換留学生

## 研究分野
- 整形外科学、関節外科学、リウマチ学、リハビリテーション医学、外傷学、臨床免疫学

## 出版
- 院長執筆図書一覧（共著含む） 2011年3月現在
- 著書：『家庭医学大事典』（小学館）、『これでわかる関節リウマチ』（悠飛社）、『あきらめないで！関節リウマチ』（日本医学出版）　                       『INNOVATIVE RHEUMATOLOGY』(INTECH) 等
- 著書数： 26編（邦文 24編、欧文2編）*論文数：169編（邦文 114編、欧文 55編）